# San Juan (Argentine)
Pour les articles homonymes, voir San Juan.
San Juan est une ville d'Argentine et la capitale de la province de San Juan. Elle est située dans le Valle del Tulum, à l'ouest du río San Juan. Son altitude moyenne est de 650 mètres. Elle a une bonne infrastructure de logements et de transports.
Les attraits touristiques les plus importants de la cité, à part une cathédrale moderne sont :
- le couvent de Santo Domingo, avec la cellule où vécut José de San Martín ;
- près de la ville à 18 km, la digue d'Ullum avec un lac de retenue très agréable ;
- des thermes ;
- un musée archéologique.

## Géographie
La ville se trouve au centre-sud de la province de San Juan, dans la région de Cuyo, à plus de mille kilomètres à l'ouest de la capitale du pays, Buenos Aires.

## Histoire
Les premiers habitants de la province furent les Huarpes, une tribu autochtone, qui habitait une grande partie de ce qui aujourd'hui est connu comme Vallée du Tulúm. Leur zone d'influence s'est progressivement élargie aux sierras d'Ullum, de Villicum, et aux coteaux de Valdivia. D'autres zones d'enracinement des Huarpes ont été la vallée du río Bermejo-Vinchina, les Lagunes de Guanacache ainsi que les rives du Río Desaguadero.
Le 13 juin 1562, le conquistador espagnol Juan Jufré, pénétra ces régions par le nord et en fit la conquête au nom du roi Philippe II d'Espagne. Les Espagnols fondèrent peu après San Juan de la Frontera.

## Population
Selon le recensement de 2001, la municipalité avait une population de 115 556 habitants. Mais la ville est aussi le centre d'une agglomération urbaine, le « Gran San Juan ». Celle-ci comptait 421 640 habitants (INDEC, 2001), soit 18,9 % de plus que les 354 760 habitants recensés antérieurement en 1991. Ces chiffres placent la ville à la dixième place des  villes argentines.
Selon les estimations de l'INDEC (institut argentin des statistiques) pour 2010, la population de l'agglomération se monte à 468 000 habitants, ce qui représente les trois quarts de la population totale de la province.
Plus de 90 % de la population est de confession catholique. La ville est le siège de l'archidiocèse de San Juan de Cuyo avec la cathédrale Saint-Jean-Baptiste.

## Climat

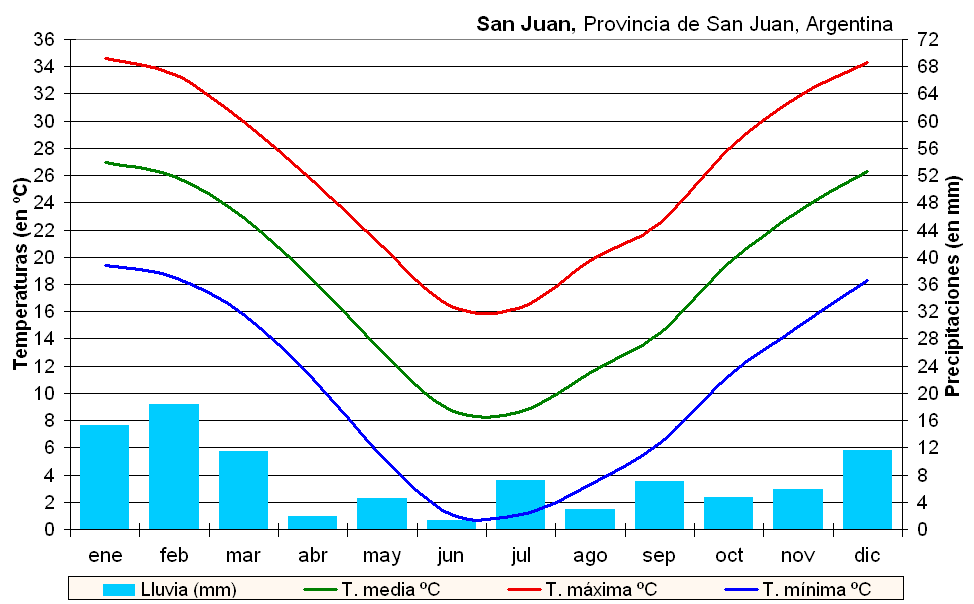
Climatogramme de San Juan.

Le climat de San Juan est aride. Les précipitations y sont très rares et l'amplitude thermique annuelle comme quotidienne élevée. Les températures oscillent de 26-27 °C entre janvier, lorsque les maxima dépassent les 34 °C, et juillet où elles ne sont que de 8 °C et où les gelées ne sont pas rares. Aucun mois n'a de précipitations supérieures à 20 mm, mais celles-ci sont plus fortes en été.

## Personnalités liées à la commune
- Arturo Berutti (1858 à San Juan, 1938 à Buenos Aires), compositeur de musique (opéras).
- Paula Wajsman (1939-1995), une psychologue, essayiste et traductrice argentine, y est née.
- Rubén Botta (1990), footballeur.

## Jumelage
- Nerja (Espagne)
- Coquimbo (Chili)
- La Serena (Chili)